# Hugo Yasky
Hugo Rubén Yasky (Ramos Mejía, 10 de octubre de 1949) es un maestro, líder sindical y político argentino. Es el secretario general de la CTA desde 2006, y ex secretario general de la CTERA. Es diputado nacional por la provincia de Buenos Aires e integra el bloque del Frente de Todos.

## Biografía

### Comienzos
Su abuelo llegó a la Argentina proveniente de Rumania. Era de ascendencia judía pero en lo religioso era ateo. Fue el primer concejal socialista ―partido que en esa época era dirigido por Alfredo Palacios (1878-1965)― en la localidad de Ramos Mejía (en las afueras de Buenos Aires). En 1930, su abuela fundó el primer Centro de la Mujer Socialista en Ramos Mejía. Su hijo y su nieto heredaron sus ideas. Su padre, Hugo Yasky (Ramos Mejía, 30 de junio de 1924) era empleado en la farmacia de su abuelo.
Hugo Yasky estudió en una Escuela Láinez de Ramos Mejía. Inició la escuela secundaria en el colegio Don Bosco de Ramos Mejía, y la terminó como alumno nocturno en el Colegio Normal de Caseros. Estudiaba de noche porque en esa época trabajaba como escritor y poeta.

### Militancia sindical en SUTEBA
En 1971, a los 21 años de edad, empezó a trabajar como maestro de escuela en La Matanza. Su militancia se inició dentro del gremio de los docentes. En ese mismo año participó de un paro que fue uno de los primeros intentos por nacionalizar la lucha del gremio docente. Ese paro inició la recta final hacia la constitución, en 1973, de CTERA, cuya labor sigue en activa marcha. Sus compañeros, maestros y maestras, lo eligieron como delegado, para que activara el contacto entre las escuelas, en función de que el paro ganara masividad.

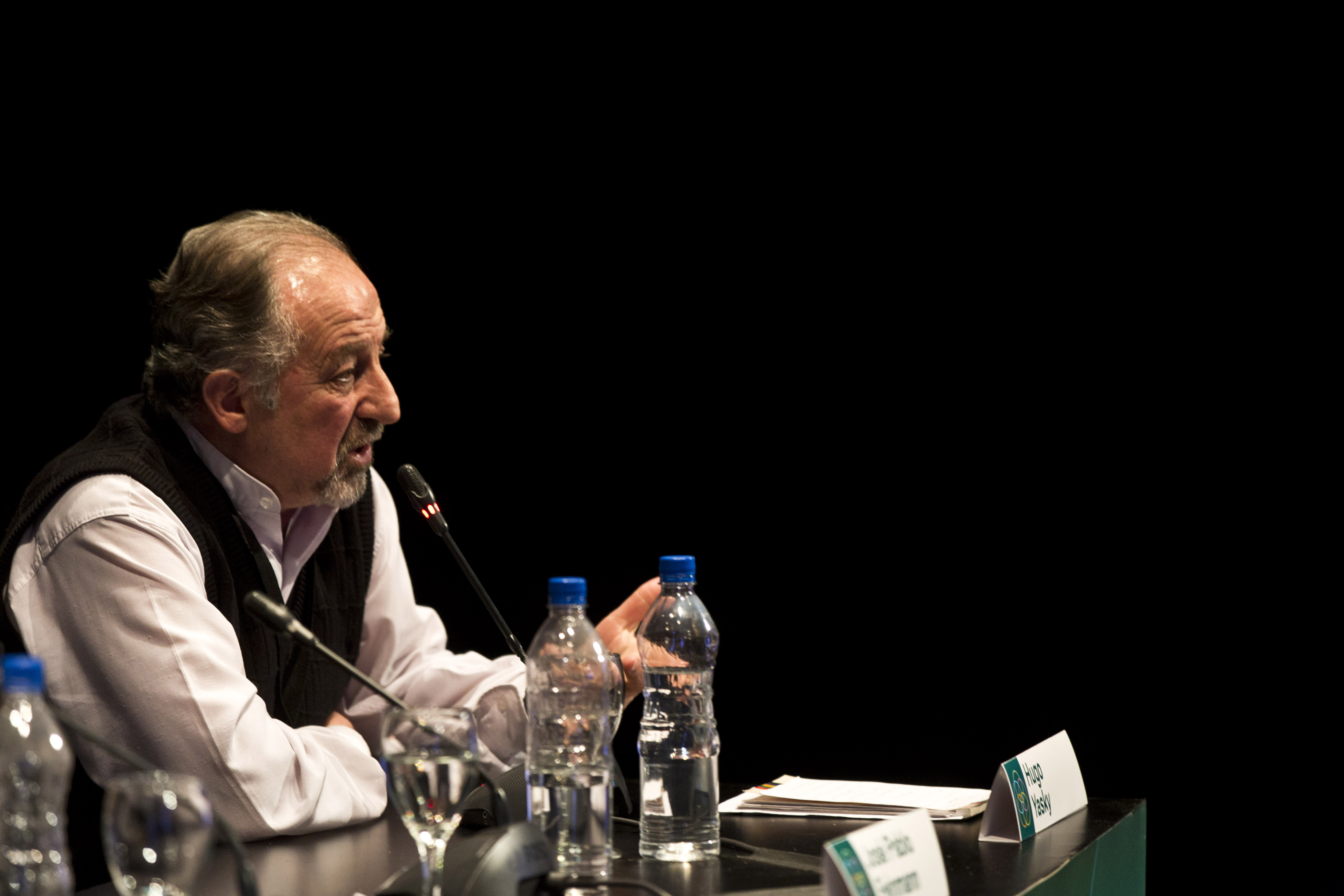
Hugo Yasky en el Foro Nacional y Latinoamericano por una Nueva Independencia (San Miguel de Tucumán, 7 de julio de 2015).

En 1978 fue cesado por la dictadura, luego de integrar la conducción del Sindicato de los Educadores de La Matanza, en la provincia de Buenos Aires. Recién volvería a desempeñarse como docente en 1981, ejerciendo suplencias en Lomas de Zamora. Entre 1981 y 1983 participó de la refundación del Sindicato de los Docentes de Lomas. Luego fue el primer Secretario General de la Seccional Lomas de Zamora del SUTEBA.
En 1994 fue elegido Secretario General del SUTEBA. Durante la protesta docente de la Carpa Blanca en 1997 encabezó el primer grupo de ayunantes.

### Central de Trabajadores de la Argentina (CTA)
En 1997 fue elegido por el voto directo de los trabajadores como Secretario General de la CTA Provincia de Buenos Aires. Un cargo que ocupó por dos periodos consecutivos.
El 9 de noviembre del 2006 fue elegido por el voto directo de los trabajadores como Secretario General Nacional de la CTA, cargo que ocupa hasta la actualidad.
En el ámbito internacional fue elegido presidente de la Internacional de la Educación en América Latina - IEAL (2007) y presidente del Comité Regional de la Internacional de la Educación para América Latina (2010).

### Diputado nacional (2017-actualidad)
En diciembre de 2017 asumió como diputado nacional por el Frente de Todos en representación de la provincia de Buenos Aires.
Impulsó un proyecto de ley para reducir la jornada laboral de 48 a 40 horas en Argentina.

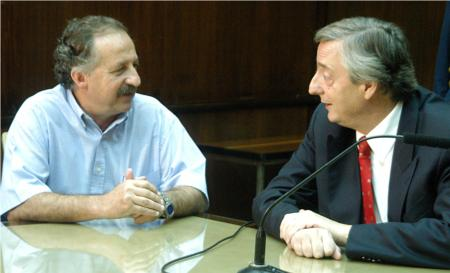
Hugo Yasky (izq.) en 2006, recibido por el presidente Néstor Kirchner.

## Premios y distinciones
- 2007: Premio Maestros de Vida de CTERA